# Kirstie Marshall
Kirstie Marshall (Melbourne, 21 april 1969) is een voormalig freestyleskiester uit Australië. Ze vertegenwoordigde haar vaderland op de Olympische Winterspelen 1992 in Albertville, op de Olympische Winterspelen 1994 in Lillehammer en op de Olympische Winterspelen 1998 in Nagano.
In 1993 liep Marshall een knieblessure op, waardoor ze dat hele jaar niet kon deelnemen aan wedstrijden. Na de Olympische Winterspelen van 1998 liep ze opnieuw een blessure op, waardoor ze moest stoppen met de sport.
Bij de Olympische Winterspelen van 1994 was Marshall vlaggendraagster. Daarnaast zorgde haar overwinning op de wereldkampioenschappen in 1997 ervoor dat ze de eerste Australische was die een wereldtitel behaalde op een wintersport. Verder is ze in Australië zes keer verkozen tot skier van het jaar, kreeg ze in 2010 een plaats in de Australische Hall of Fame voor de sport en is ze in het bezit van een medaille van de Orde van Australië.
Na haar topsportcarrière werd Marshall directeur van het Olympisch Winter Instituut van Australië. En van 2002 tot en met 2010 was ze parlementslid van de Australian Labor Party in de staat Victoria. 

## Resultaten

### Olympische Winterspelen
| Jaar | Plaats      | Resultaten  |
| ---- | ----------- | ----------- |
| 1992 | Albertville | 7e Aerials# |
| 1994 | Lillehammer | 6e Aerials  |
| 1998 | Nagano      | 14e Aerials |

# Demonstratie onderdeel waarbij geen olympische medailles werden toegekend.

### Wereldkampioenschappen
| Jaar | Plaats              | Resultaten  |
| ---- | ------------------- | ----------- |
| 1989 | Oberjoch            | 21e Aerials |
| 1991 | Lake Placid         | 8e Aerials  |
| 1995 | La Clusaz           | Aerials     |
| 1997 | Nagano              | Aerials     |
| 1999 | Meiringen-Hasliberg | Aerials     |

### Wereldbeker
Eindklasseringen
| Seizoen   | Algemeen         | Aerials           |
| --------- | ---------------- | ----------------- |
| 1987/1988 | 55e 0,00 punten  | 19e 1,00 punten   |
| 1988/1989 | 28e 4,00 punten  | 10e 29,00 punten  |
| 1989/1990 | 7e 10,00 punten  | · 61,00 punten    |
| 1990/1991 | 8e 11,00 punten  | · 97,00 punten    |
| 1991/1992 | 5e 11,00 punten  | · 103,00 punten   |
| 1993/1994 | 34e 58,00 punten | 12e 460,00 punten |
| 1994/1995 | 9e 93,00 punten  | · 744,00 punten   |
| 1995/1996 | 15e 86,00 punten | 5e 772,00 punten  |
| 1996/1997 | 9e 91,00 punten  | · 728,00 punten   |
| 1997/1998 | 7e 90,00 punten  | · 632,00 punten   |

Wereldbekerzeges
| Datum            | Plaats                | Onderdeel |
| ---------------- | --------------------- | --------- |
| 21 januari 1990  | Breckenridge          | Aerials   |
| 13 januari 1991  | Whistler Blackcomb    | Aerials   |
| 26 februari 1991 | Skole                 | Aerials   |
| 7 december 1991  | Tignes                | Aerials   |
| 15 december 1991 | Piancavallo           | Aerials   |
| 12 januari 1992  | Whistler Blackcomb    | Aerials   |
| 16 januari 1992  | Montreal              | Aerials   |
| 19 januari 1992  | Breckenridge          | Aerials   |
| 5 maart 1992     | Madarao               | Aerials   |
| 8 januari 1995   | Whistler Blackcomb    | Aerials   |
| 9 maart 1996     | Hundfjället           | Aerials   |
| 11 januari 1997  | Lake Placid           | Aerials   |
| 25 januari 1997  | Breckenridge          | Aerials   |
| 2 maart 1997     | Meiringen-Hasliberg   | Aerials   |
| 7 maart 1997     | Altenmarkt-Zauchensee | Aerials   |
| 14 maart 1997    | Hundfjället           | Aerials   |
| 13 maart 1998    | Altenmarkt-Zauchensee | Aerials   |